# Iglesia de Santa María (Bujarrabal)
La iglesia de Santa María es un templo católico situado en Bujarrabal, pedanía de Sigüenza (Guadalajara, España). Fue levantada en la primera mitad del siglo XVI.

## Descripción
El edificio es de fábrica de estilo gótico tardío con elementos renacentistas, de una sola nave de 24 metros de largo por 8 metros de ancho y 10 metros de altura.
Existen capillas laterales y espadaña a los pies. En los tramos marcados por fajones apuntados hay terceles, terceletes y combados. Presenta dos tipos de soportes: Uno con medio pilar cilíndrico y capitel jónico, y otro con pilastras adosadas y también capitel jónico.
Los muros están construidos a base de mampuesto, ordinariamente de piedra arenisca, alternando con sillarejos. Los remates de los contrafuertes, espadaña y capilla laterales, son de sillares. La piedra arenisca es de dos clases: Una dura, rojiza, y otra, llamada arenisca dócil, que es clara y más blanda.
Su interior es de una sola nave, cubierta con bóvedas nervadas de piedra arenisca tallada, con claves en escudo, y tiene el coro en alto a los pies.
Merece mención especial el retablo mayor, realizado en los talleres de Sigüenza a mediados del siglo XVI, que cuenta con añadidos barrocos del siglo XVIII en su parte alta.
La portada, en el lado de la Epístola, presenta un arco apuntado, encuadrado en pilastras renacentistas, un pórtico añadido (atrio), de tres arcos de medio punto, sobre columnas toscanas, y una puerta de doble hoja, con llamador y clavos decorativos correspondientes al momento de su construcción.
Presenta un atrio porticado al sur, en el que se abre una portada a base de molduras y líneas clásicas.
El atrio, adosado al muro sur, tiene dos accesos: Uno lateral, con arco de medio punto bien despiezado, y otro frontal, también con arco de medio punto, flanqueado por otros dos, iguales pero con pretil.
El 13 de diciembre de 2012 fue declarada Bien de Interés Cultural, en la categoría de monumento, mediante un acuerdo publicado el día 24 de ese mismo mes en el Diario Oficial de Castilla-La Mancha.